# 纱厂路站
纱厂路站是洛阳轨道交通2号线的地铁车站，位于中华人民共和国河南省洛阳市西工区解放路与纱厂东路交叉口南侧，于2021年12月26日开通。

## 车站结构
纱厂路站位于解放路与纱厂东路交叉口南侧，沿解放路设置，呈南北走向，为地下三层岛式站台车站，车站长158.6米，车站地下一层为站厅层，地下二层为设备层，地下三层为站台层，站台设置全高站台门。
| 地面              | 出入口 | A、C、D、E出入口                                                                                              |
| 地下一层          | 站厅   | 客服中心、自动售票机、验票机                                                                                  |
| 地下二层          | 设备   | 车站设备 |
| 地下三层          | 站台   | \| \| \| █ 2号线往二乔路（洛阳火车站） \| \| 島式 · 開左邊车门 \| \| \| \| \| \| █ 2号线往八里堂（解放路） \| |
|                   |        | █ 2号线往二乔路（洛阳火车站）                                                                                 |
| 島式 · 開左邊车门 |        | |
|                   |        | █ 2号线往八里堂（解放路）                                                                                     |

## 出入口
本站目前开放4个出入口，各出口及周围设施如下所示：
| 出口编号            | 照片 | 地点                         | 可到达目的地                       |
| ------------------- | ---- | ---------------------------- | ---------------------------------- |
| A · 出口            |      | 解放路（东）                 | 洛阳市第一高级中学第一附属初级中学 |
| C · 出口            |      | 解放路（西）                 | 神剑花苑                           |
| D · 出口 · （设有） |      | 解放路（西），纱厂东路（南） | 纱东一街坊，纱东二街坊             |
| E · 出口            |      | 解放路（东），纱厂东路（南） | 凌宇犀地                           |
| 图例： 设有         |      |                              |                                    |

## 接驳交通

### 公交车
- 纱厂东路解放路：2路、6路、14路、50路、55路、83路、206路、990路

## 历史
本站工程名为纱厂东路站，正式站名为纱厂路站，以车站北侧的纱厂东路命名。
- 2021年12月26日，车站随2号线的开通而启用[1]。